# Bourscheid (Adelsgeschlecht)

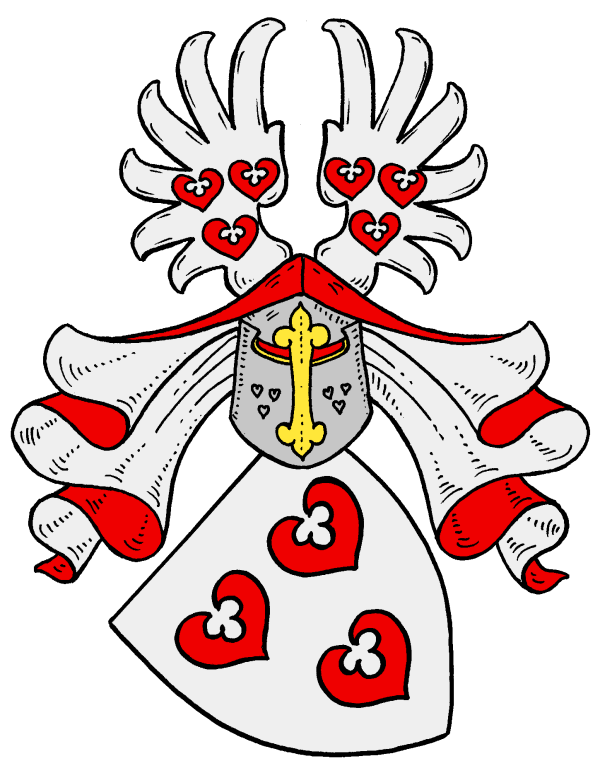
Wappen derer von Bourscheid

Die Herren von Bourscheid (auch Burscheid, Burtscheidt o. ä.) waren ein mittelmoselländisches Uradelsgeschlecht von der Burg Bourscheid (heute Ruine) an der Sauer bei Diekirch in Luxemburg.

## Geschichte
Das Geschlecht erscheint erstmals urkundlich 1122 mit Theodericus de Bourscheidt und beginnt seine Stammreihe 1233 mit Soyer (Sohier), Herrn auf Bourscheid. Bernhard IV. von Bourscheid vererbte die Herrschaft Bourscheid 1512 seinen beiden Schwestern Maria von dem Weiher zu Nickenich und Wilhelma von der Neuerburg, ein Jahrhundert später kam sie an die Metternich.
1642 erbten sie die Burg Röthgen im rheinischen Eschweiler und 1692 wurde Karl Wilhelm Freiherr von Bourscheidt nach Beendigung von Erbstreitigkeiten Eigentümer. Röthgen blieb 250 Jahre lang, bis zum Verkauf 1950, im Besitz der Familie. Im Jahre 1813 erwarb Franz Nikolaus von Bourscheidt auch Haus Rath im rheinischen Düren, das bis zum Verkauf 2007 von Nachfahren bewohnt wurde, jedoch durch den nahen Braunkohletagebau Schäden erlitt.
Ab 1451 war die Burg Veynau im Besitz des Geschlechts und vom Anfang des 18. Jahrhunderts bis 1836 Schloss Burgbrohl.

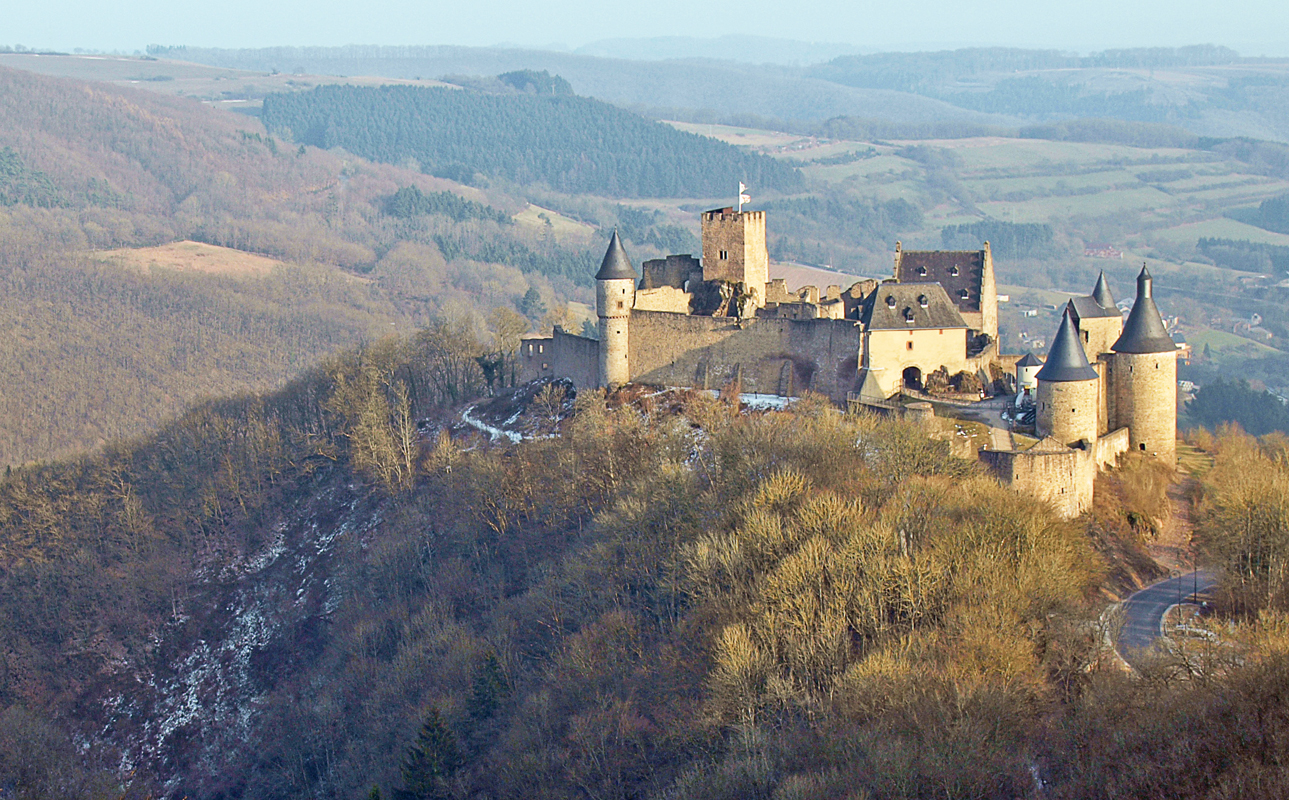
Burg Bourscheid, Luxemburg
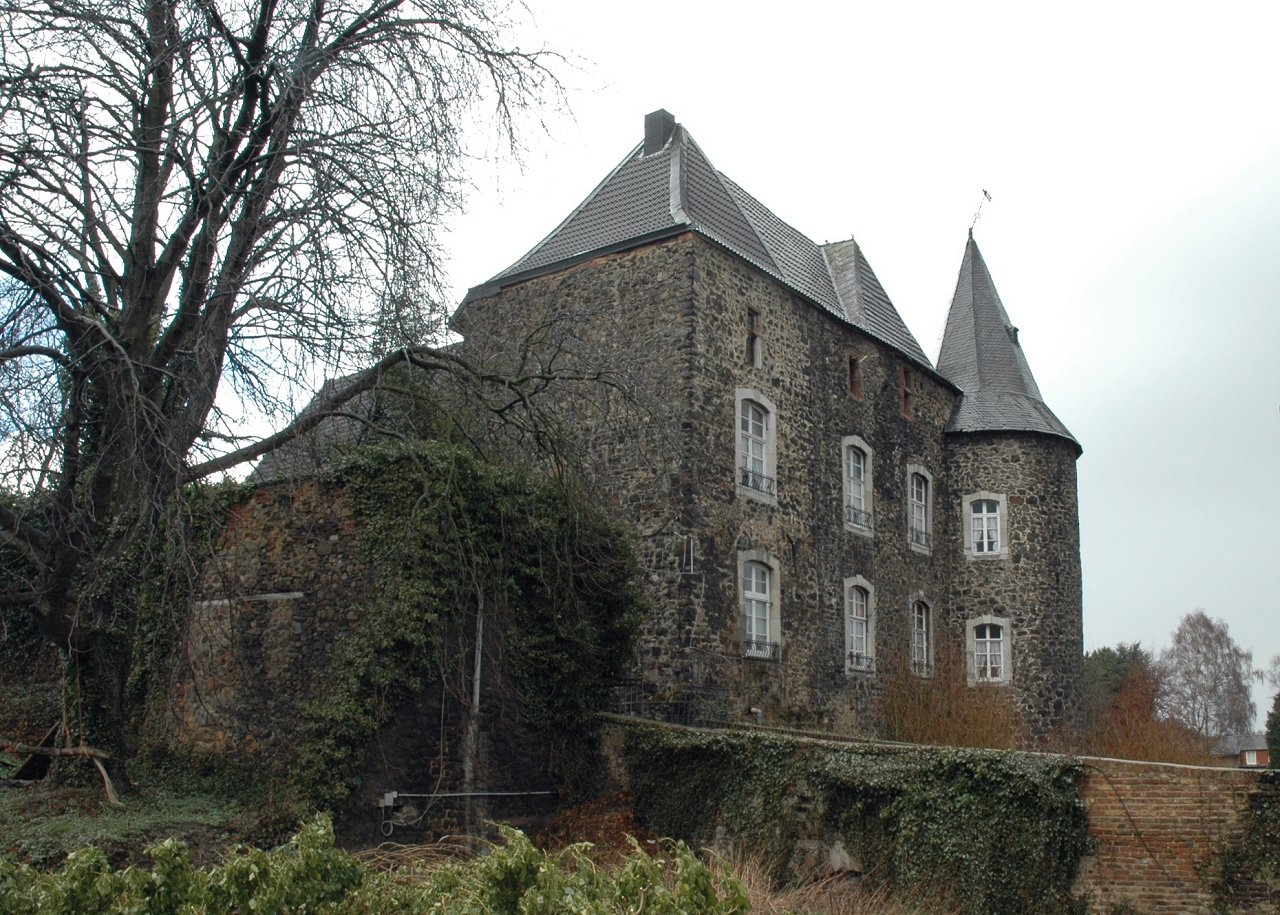
Burg Röthgen
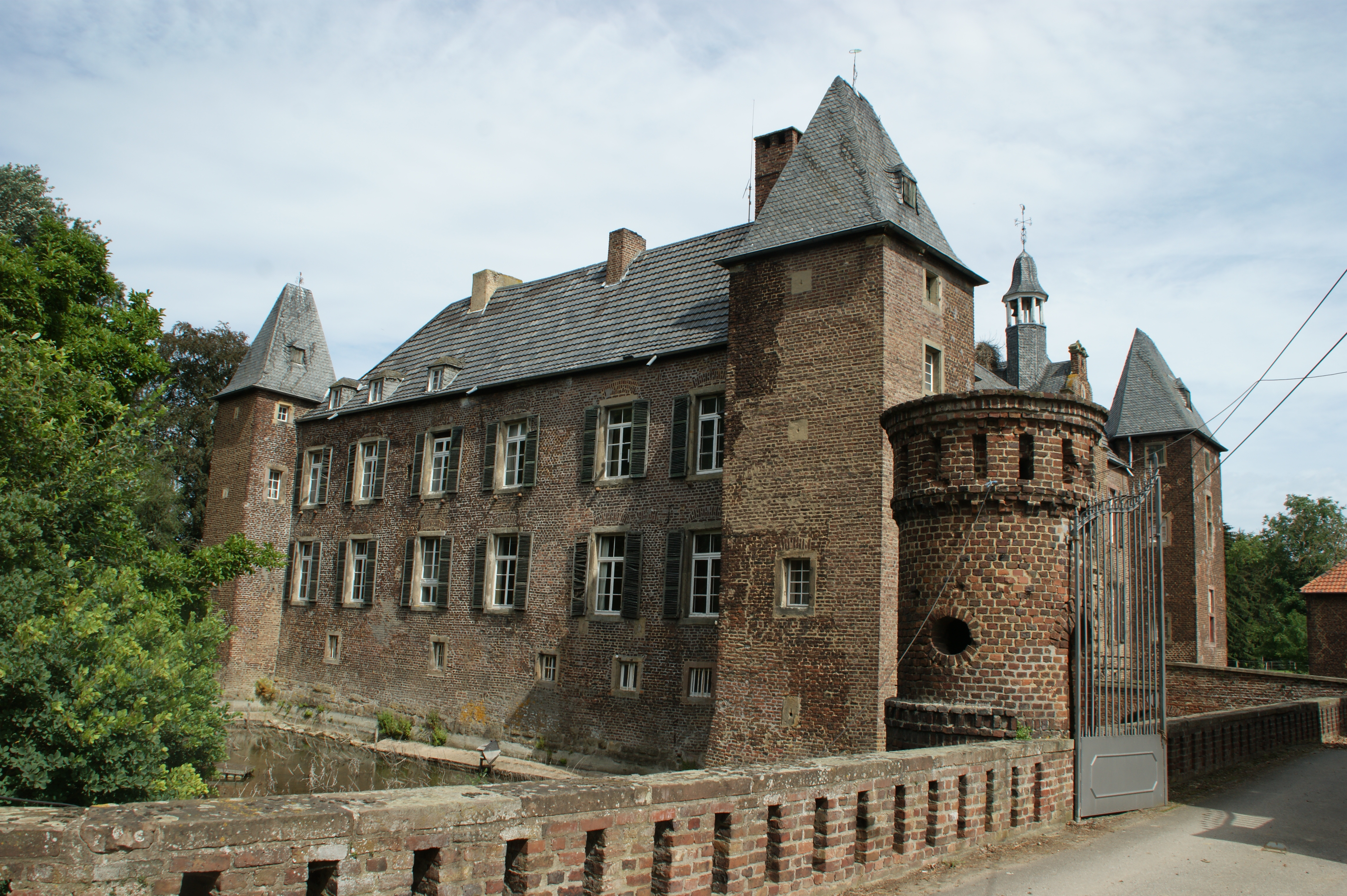
Haus Rath (Düren)
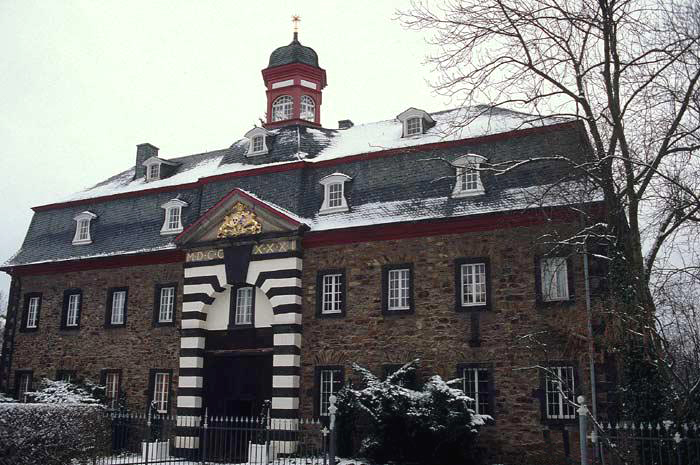
Schloss Burgbrohl

## Wappen
Blasonierung des Stammwappens (ältestes Siegel von 1253): In Silber drei (2:1) rote Seerosenblätter. Auf dem Helm mit rot-silbernen Decken ein mit dem Schildbild belegter, offener, silberner Flug.
Weitere Wappendarstellungen:

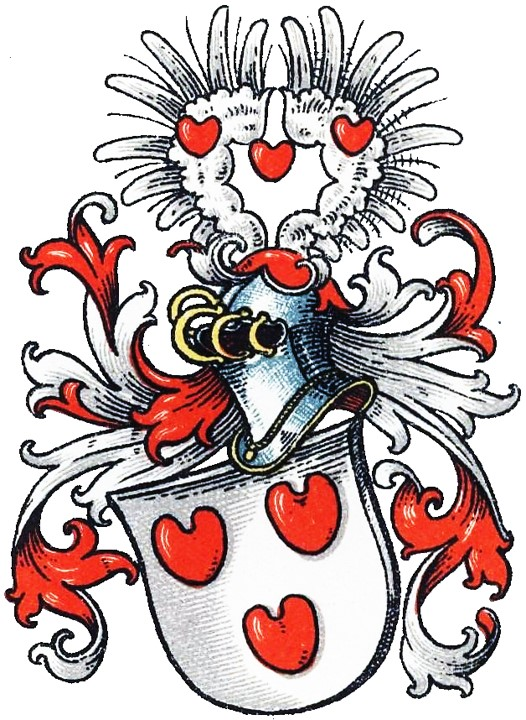
Wappen derer von Burtscheidt im Wappenbuch des Westfälischen Adels
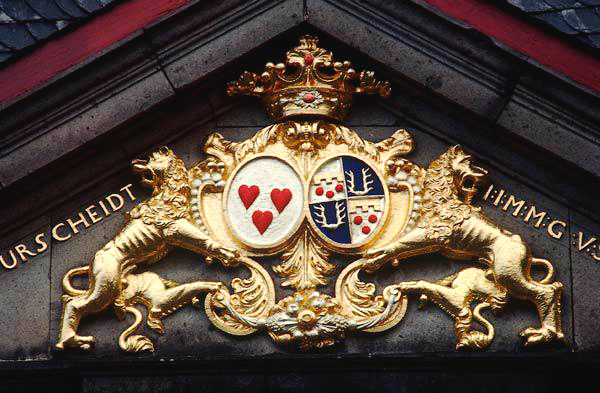
Wappen von Kasper Franz von Bourscheid und Isabella Gräfin von Schaesberg, 1731, über dem Eingangstor von Schloss Burgbrohl

## Personen
- Carl Josef von Bourscheidt (1695 Herr zu Wensberg bei Lind)
- Philipp Anton Damian von Bourscheidt
- Franz Karl Freiherr von Bourscheidt (Sohn des Philipp Anton Damian von Bourscheidt und Erbauer der Burgbrohler Kirche 1756)
- Johann Ludwig von Bourscheidt (1763–1836; nach seinem Tod erlosch das Herrengeschlecht von Burgbrohl)
- Kasper Franz von Bourscheidt
- Dietrich I. von Bourscheidt (1451 Besitzer der Burg Veynau)
- Alfred von Bourscheidt und Franz von Bourscheidt (die letzten Besitzer der Burg Röthgen)
- Johann Wilhelm von Bourscheidt zu Büllesheim und Merödgen (1728–1784), Domherr in Münster
- Friedrich Ludwig von Bourscheidt zu Burgbrohl (1757–1835), Domherr in Hildesheim und Münster
- Friedrich von Bourscheidt (1816–1885), deutscher Rittergutsbesitzer und Parlamentarier
- Franz von Bourscheidt (1860–1941), deutscher Rittergutsbesitzer, preußischer Kreisdeputierter, Ehrenbürgermeister und Landrat

## Wichtige Besitzungen der Familie
Die Familie hatte insbesondere Besitz in der Rheinprovinz und in Westfalen:
- Burg Bourscheid, Luxemburg
- Braunsberger Hof, Lechenich (1793)
- Bullesheim, Rheinbach (1500–1814)
- Schloss Burgbrohl, Mayen (1700–1800)
- Efferen, Köln (1756)
- Elkeringhausen, Brilon (1750)
- Glees, Mayen (1756)
- Hersbach (1756)
- Hoack (1786)
- Hoeningen, Linz
- Hospelt, Rheinbach
- Hüls
- Kaldenborn (1756–1786)
- Lach, Ahrweiler
- Lantershofen, Ahrweiler
- Merötchen, Düren
- Merxheim (1756)
- Jagd- und Fischereirechte in Niederoberweiler
- Nordenbeck (1708–1756)
- Pattern, Aachen
- Pleckenhausen (1756)
- Plittersdorf, Bonn
- Ramersbach, Ahrweiler (1756)
- Rath, Düren
- Burg Röthgen
- Gut Rath
- Stadeck (1430)
- Burg Veynau (1430)
- Wensberg, Adenau (1708–1715)
- Züschen, Brilon (1750)